# Обвалування
Обвалува́ння — загромадження земляними валами території для захисту від затоплення водами прилеглих водойм. Обвалування також захищає вибухонебезпечні об'єкти від вибухової хвилі.
Фронт обвалування звичайно складається з одного, рідше двох рядів гребель, розташованих уздовж берегової лінії або по периметру ділянки території, що захищається (кільцеве обвалування). На випадок місцевого прориву валів влаштовують траверси (поперечні греблі), що розділяють територію, що захищається, на ряд відсіків і локалізують її затоплення. Забезпечити стійке землеробство на родючих прибережних і заплавних землях (зокрема, в низинах і дельтах річок) можна улаштуванням обвалування.